# 乌克兰陆军第55炮兵旅
烏克蘭陸軍第55炮兵旅，正式名稱第55“扎波罗热塞契”独立炮兵旅（烏克蘭語：55-та окрема артилерійська бригада «Запорізька Січ»）是乌克兰陆军的一个炮兵旅单位，总部位于扎波罗热。

## 历史
1992年，前苏联敖德萨军区第55炮兵师归于乌克兰。2003年改编为第2炮兵战术集团。2005年10月，第2炮兵战术集团重组编成第55独立炮兵旅。
2010年7月22日，根据乌克兰第780/2010号总统令，该旅被授予“两次苏联英雄瓦西里·彼得羅夫上将”荣誉称号。2015年11月18日，该旅移除了荣誉称号中的“苏联”，全称简化为第55“瓦西里·彼得罗夫”独立炮兵旅。2018年8月22日，根据乌克兰第232/2018号总统令，该旅被授予“扎波罗热塞契”的荣誉称号。
在2022年起俄罗斯入侵乌克兰期间，该旅使用法国军援的CAESAR自行火炮。2022年5月12日，该旅旅长羅曼·卡丘爾被授予乌克兰英雄金星勋章。

## 註解
1. ↑  扎波罗热塞契并非指现代的扎波罗热，而是指札波羅結哥薩克建立的塞契